# Frederick Jackson Turner
Frederick Jackson Turner (Portage, Wisconsin, 14 de novembre de 1861 - San Marino, Califòrnia, 14 de març de 1932) va ser un historiador estatunidenc conegut principalment per la tesi de la frontera. La seva influent interpretació del passat nord-americà proposa que el caràcter distintiu dels Estats Units és atribuïble a la seva llarga història d'anar cap a l'oest.
La seva publicació més coneguda és el seu assaig The Significance of the Frontier in American History, les idees del qual van formar la tesi de la frontera. Va argumentar que la frontera occidental en moviment va exercir una forta influència sobre la democràcia estatunidenca i el caràcter estatunidenc des de l'època colonial fins al 1890. També és conegut per les seves teories sobre el seccionisme geogràfic. Durant els darrers anys, historiadors i acadèmics han discutit amb freqüència sobre el treball de Turner; tanmateix, tots coincideixen que la tesi de la frontera ha tingut un efecte enorme en l'estudi històric.

## Primers anys i educació
Nascut a Portage, Wisconsin, fill d’Andrew Jackson Turner i Mary Olivia Hanford Turner, Turner va créixer en una família de classe mitjana. El seu pare era actiu en la política republicana, era inversor en un ferrocarril i era editor i editor de diaris. La seva mare feia classes a l'escola. Turner va estar molt influenciat per l'escriptura de Ralph Waldo Emerson, un poeta conegut pel seu èmfasi en la natura; També Turner va ser influenciat per científics com Charles Darwin, Herbert Spencer i Julian Huxley, i el desenvolupament de la cartografia. El 1884 es va graduar a la Universitat de Wisconsin, que més tard va ser rebatejada com a Universitat de Wisconsin-Madison. Mentre allà, Turner va ser membre de la Fraternitat Phi Kappa Psi.
Va obtenir el seu doctorat en història a la Universitat Johns Hopkins de Baltimore el 1890 amb una tesi sobre el comerç de pells a Wisconsin, titulada The Character and Influence of the Indian Trade in Wisconsin, sota la supervisió acadèmica d’Herbert Baxter Adams.

## Carrera
Turner no va publicar molt; la seva influència prové de les teories interpretatives expressades en els seus articles, que van influir en els seus centenars de deixebles. Dues teories, en particular, van ser influents, la Tesi de la frontera i la Hipòtesi de la secció.
Encara que va publicar poc, tenia un coneixement enciclopèdic de la història estatunidenca, i el 1910 es va guanyar una reputació com un dels dos o tres historiadors més influents del país. Va demostrar ser capaç de promoure les seves idees i els seus estudiants, per als quals va obtenir llocs de treball a les principals universitats, com Merle Curti i Marcus Lee Hansen. Va fer circular còpies dels seus assajos i conferències a erudits i literàries importants, va publicar àmpliament en revistes, va reciclar el material preferit, va aconseguir la major audiència possible per als conceptes principals, i va exercir una influència considerable dins de l’Associació Històrica Americana com a oficial i assessor per a The American Historical Review. El seu èmfasi en la importància de la frontera en la configuració del caràcter estatunidenc va influir en la interpretació que es troba en milers d'històries erudites. Quan Turner va morir el 1932, el 60% dels principals departaments d'història dels EUA impartien cursos d'història fronterera compatibles amb les teories de Turner.
Enfadat pels regents universitaris que demanaven menys recerca i més ensenyament i servei estatal, Turner va buscar un entorn que li permetés fer més recerca. Declinant les ofertes de la Universitat de Califòrnia, va acceptar una oferta de la Universitat Harvard el 1910 i hi va romandre professor fins a 1922, sent succeït el 1924 per Arthur M. Schlesinger, Sr. El 1907 Turner va ser elegit membre de l’Americà. Antiquarian Society, i el 1911 va ser elegit membre de l'Acadèmia Americana de les Arts i les Ciències. Turner mai es va sentir còmode a Harvard; quan es va jubilar el 1922 es va convertir en un investigador visitant a la Biblioteca Huntington de Los Angeles, on es van continuar acumulant les seves fitxes i fitxers, tot i que es van publicar poques monografies. El seu The Frontier in American History (1920) va ser una col·lecció d'assajos més antics.
Com a professor d'història a la Universitat de Wisconsin de 1890 a 1910 i a Harvard de 1910 a 1922, Turner va formar nombrosos deixebles que, al seu torn, van dominar els programes d'història estatunidenca a tot el país. El seu model de seccionalisme com a compost de forces socials, com ara l'ètnia i la propietat de la terra, va animar els historiadors a utilitzar la història social per analitzar els desenvolupaments socials, econòmics i polítics de la història estatunidenca. A l’American Historical Association, va col·laborar amb J. Franklin Jameson en nombrosos projectes importants.
Les teories de Turner es van passar de moda durant la dècada del 1960, ja que els crítics es van queixar que descuidava el regionalisme. Es queixaven que reclamava massa igualitarisme i democràcia per a una frontera que era restrictiva per a les dones i les minories. Després de la mort de Turner, el seu antic col·lega Isaiah Bowman va dir això del seu treball: «Les idees de Turner mancaven curiosament d'evidència dels estudis de camp... Representa un tipus d'historiador que basa el seu cas en documents i impressió general en lloc d'un científic que surt a veure». Les seves idees no es van oblidar mai; de fet, van influir en el nou camp de la història ambiental. Turner va donar un fort impuls als mètodes quantitatius, i els estudiosos que utilitzen noves tècniques estadístiques i conjunts de dades han confirmat, per exemple, molts dels suggeriments de Turner sobre els moviments de població. Turner creia que a causa dels seus propis biaixos i de la quantitat d'evidències històriques contradictòries que qualsevol mètode d'interpretació històrica seria insuficient, un mètode interdisciplinari era la manera més precisa d'analitzar la història.

## Obres
- Turner, Frederick Jackson. Edwards, Everett E. (comp.) The early writings of Frederick Jackson Turner, with a list of all his works. Compiled by Everett E. Edwards. Madison: University of Wisconsin Press, 1938.
- Turner, Frederick Jackson. Rise of the New West, 1819–1829
- Turner, Frederick Jackson. ed. Correspondence of the French ministers to the United States, 1791–1797 in American Historical Association. Annual report ... for the year 1903. Washington, 1904.
- Turner, Frederick Jackson. Is Sectionalism in America Dying Away? (1908). American Journal of Sociology, 13: 661–675.
- Turner, Frederick Jackson. Social Forces in American History Arxivat 2013-08-18 a Wayback Machine., presidential address before the American Historical Association American Historical Review, 16: 217–233.
- Turner, Frederick Jackson. The Frontier in American History. New York: Holt, 1920.
- Turner, Frederick Jackson. The significance of the section in American history. Wisconsin Magazine of History, vol. 8, no. 3 (Mar 1925) pàgines 255–280.
- Turner, Frederick Jackson. The Significance of Sections in American History. New York: Holt, 1932.
- Turner, Frederick Jackson. Dear Lady: the letters of Frederick Jackson Turner and Alice Forbes Perkins Hooper, 1910–1932. Edited by Ray Allen Billington. Huntington Library, 1970.
- Turner, Frederick Jackson. Turner's Autobiographic Letter. Wisconsin Magazine of History, vol. 19, no. 1 (Sep 1935) pàgines 91–102.
- Turner, Frederick Jackson. America's Great Frontiers and Sections: Frederick Jackson Turner's Unpublished Essays edited by Wilbur R. Jacobs. University of Nebraska Press, 1965.